# Piergiorgio Odifreddi

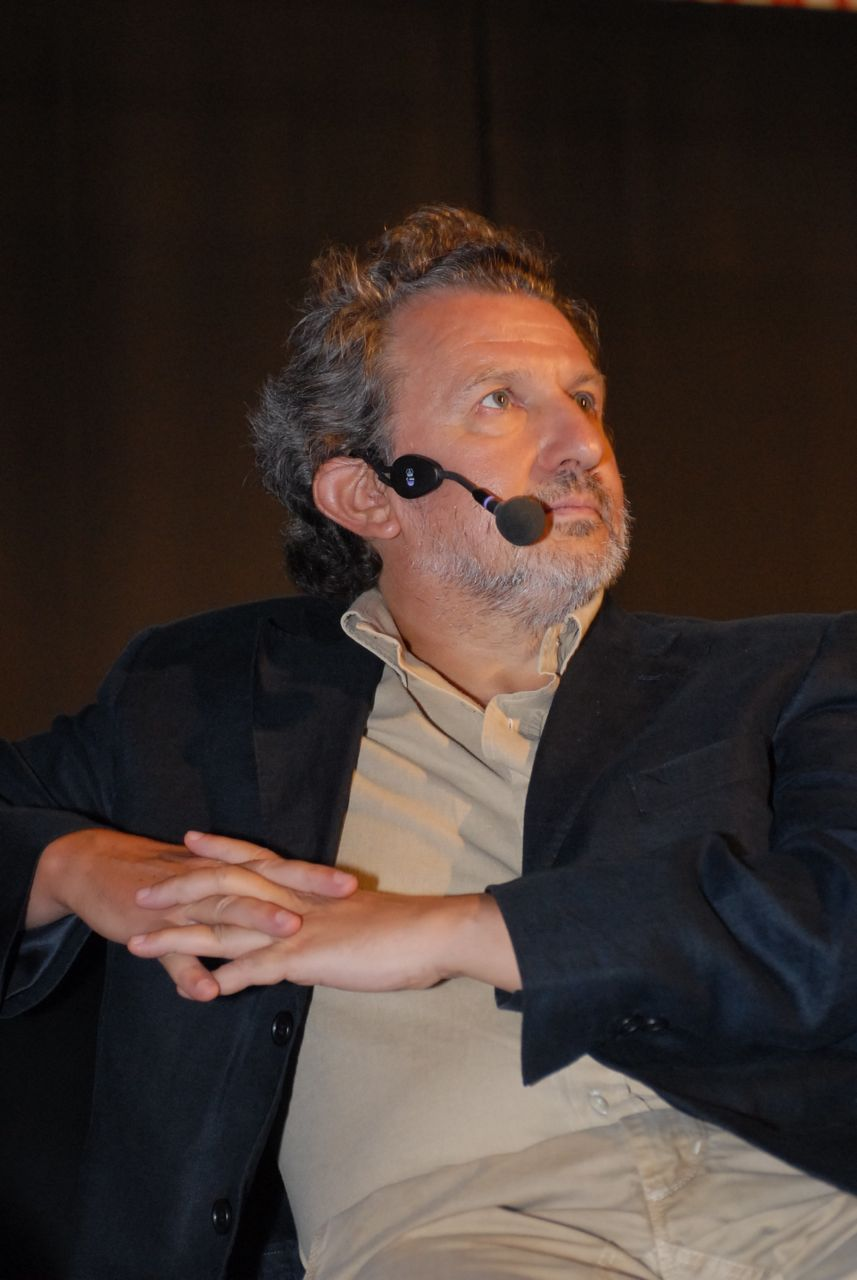
Piergiorgio Odifreddi

Piergiorgio Odifreddi (ur. 13 lipca 1950 w Cuneo) – włoski matematyk, logik, filozof, eseista. Zajmuje się matematyką, popularyzacją nauki, historią nauki, filozofią, polityką, religią, egzegezą, filologią oraz tematami szeroko rozumianej kultury.

## Wykształcenie
Urodzony w rodzinie geometrów, pierwsze cztery klasy szkoły podstawowej ukończył w szkole sióstr Józefitek, klasę piątą podstawową i trzy klasy szkoły średniej w Seminarium Biskupim w Cuneo. Jego kolega z tamtego okresu Celestino Migliore, obecnie nuncjusz apostolski w Rosji, wspomina że po tym jak młody Odifreddi w 1964 roku opuścił Seminarium, mówiło się, iż zrobił to z powodu, jak sam obliczył, zbyt niskiego prawdopodobieństwa, że w epoce posoborowej Włoch zostanie papieżem (co potwierdzone zostało w 1978 roku).
Uczęszczał do Instytutu Technicznego dla Geometrów w Cuneo. Studiował matematykę na Uniwersytecie w Turynie, gdzie obronił się z wyróżnieniem z logiki w 1973 roku. Następnie w latach 1978-80 specjalizował się w tej samej dziedzinie w Stanach Zjednoczonych (University of Illinois at Urbana–Champaign oraz University of California, Los Angeles) i na Uniwersytecie w Nowosybirsku w Związku Radzieckim, gdzie zdarzyło mu się zostać zatrzymanym w niezwykłych okolicznościach. W odwecie za zatrzymanie w Genui sowieckiego szpiega Wiktora Pronina, władze radzieckie zrobiły to samo z przebywającym na Syberii Odifreddim. Dzięki staraniom włoskiej dyplomacji, został zwolniony po sześciu miesiącach i wymieniony za szpiega wraz z dwoma innymi zatrzymanymi w ZSRR Włochami.

## Nauczanie i praca badawcza
Od 1983 do 2007 roku nauczał logiki na Uniwersytecie w Turynie, od 1985 do 2003 roku był profesorem wizytującym na Cornell University. Był również profesorem wizytującym w Monash University w Melbourne w 1988 roku, w Chińskiej Akademii Nauk w Pekinie w 1992 i 1995 roku, na Uniwersytecie w Nankinie w 1998 roku, na Uniwersytecie w Buenos Aires w 2001 roku oraz Akademii Włoskiej przy Columbia University w 2006 roku.
Jego głównym polem badań była Teoria obliczalności, jaka dotyczy możliwości oraz ograniczeń komputerów. Opublikował na ten temat kilkadziesiąt artykułów oraz dwutomową książkę Classical Recursion Theory (North Holland Elsevier, 1989 i 1999), jaka stała się punktem odniesienia w tej problematyce.

## Popularyzacja nauki
Poza działalnością akademicką, od kilkunastu lat zajmuje się z sukcesem działalnością publicystyczną zapoczątkowaną współpracą z La Rivista dei Libri, Sapere, Tuttoscienze i La Stampa, obecnie z la Repubblica, L'espresso oraz z czasopismem Le Scienze, w którym posiada stałą rubrykę zatytułowaną: Impertynencki matematyk. Większość owych tekstów została jak dotąd zebrana w czterech książkach.
Od co najmniej dziesięciu lat publikuje ponadto książki koncentrujące się na ukazaniu wpływu nauki, a w szczególności matematyki, na kulturę humanistyczną: przede wszystkim w literaturze, w muzyce i malarstwie, ale również w filozofii i w teologii. Największy rozgłos zdobyły jego poglądy co do tej ostatniej, z powodu wyrażonej w nich krytyki religii i zdecydowanego antyklerykalizmu.

## Krytyka religii
W Ewangelii według nauki (pierwszej książce poruszającej kwestie religii) pokazał w jaki sposób nauka, matematyka i logika, stają naprzeciw, przebudowują, a nieraz rozwiązują problemy które historycznie uważane były za element składowy religii oraz teologii, takie jak stworzenie świata, nieskończoność czy istnienie Boga. Konkluzja wyrażona w prowokacyjnym zdaniu brzmi:
Prawdziwa religia to matematyka, reszta jest zabobonem. Albo inaczej, religia to matematyka ubogich duchem.
W innej, chyba najbardziej znanej jego książce: Dlaczego nie możemy być chrześcijanami (a katolikami w żadnym wypadku) zinterpretował Pięcioksiąg i Nowy Testament z racjonalnego punktu widzenia wskazując w nich niespójności i anachronizmy. Motto z okładki książki podsumowuje:
Jeżeli Biblia jest dziełem inspirowanym przez Boga, czy nie powinna być poprawna, spójna, prawdomówna, inteligentna, słuszna i piękna? Dlaczego więc jest pełna naukowych absurdów, sprzeczności logicznych, historycznych przekłamań, ludzkiej głupoty, etycznych perwersji i literackiej brzydoty?
W licznych artykułach, jak kontrowersyjny Wywiad z Jezusem, kontynuował temat religii oraz krytyki jej najróżniejszych aspektów w życiu społecznym od cudów po polowanie na czarownice, od Galileusza i Spinozy po Ojca Pio i Matkę Teresę, od Fides et ratio Jana Pawła II po Spe salvi Benedykta XVI, od referendów na temat aborcji po pedofilię w Kościele.
Swoje poglądy na temat religii przedstawił również w obszernej, rejestrowanej przez Radio Tre (33 odcinki) relacji z pielgrzymki do Composteli, wydanej później w książce Via Lattea. Wyrażone w niej stanowisko mieści się w ramach koncepcji świeckiej duchowości, zaś w skrócie zostało sformułowane w Moim credo (pochodzącym z rubryki Impertynenckiego matematyka).
Wierzę w jednego Boga, to jest w Naturę, Matkę Wszechmogącą, rodzicielkę nieba i ziemi, i wszystkich rzeczy widzialnych i niewidzialnych.
Wierzę w jednego Pana, w Człowieka, wielorodnego syna Natury, zrodzonego z Matki u końca wszystkich wieków: natura z Natury, materia z Materii, zrodzonego nie stworzonego z tej samej substancji co Matka.
Wierzę w Ducha, który jest Panem dając świadomość życia, i który wypływa z Matki i z Syna, i który wraz z Matką i Synem adorowany jest i gloryfikowany, i który przemawia poprzez proroków Intelektu.
Oczekuję końca w śmierci a nie następnego życia w świecie, jaki nie nadejdzie.

## Publikacje
- Classical recursion Theory (1989)
- The C.I.M.E. Montecatini Meeting (pod redakcją) (1990)
- Logic and Computer Science (pod redakcją) (1990)
- Kreiseliana. About and around Georg Kreisel (pod redakcją) (1996)
- Classical recursion Theory. Tom II (1999)
- Il Vangelo secondo la Scienza / Ewangelia wedle nauki (1999)
- Il computer di Dio / Komputer Boga (2000)
- La matematica del Novecento / Matematyka XX wieku (2000)
- C'era una volta un paradosso / Był sobie paradoks (2001)
- La repubblica dei numeri / Republika liczb (2002)
- Divertimento geometrico. Da Euclide a Hilbert / Geometryczna zabawa. Od Euklidesa po Hilberta (2003)
- Il diavolo in cattedra. La logica matematica da Aristotele a Gödel / Diabeł w katedrze. Logika matematyczna od Arystotelesa po Gödla (2003)
- Le menzogne di Ulisse. L'avventura della logica da Parmenide ad Amartya Sen / Kłamstwa Odyseusza. Przygody logiki od Parmenidesa po Amartya Sen (2004)
- Penna, pennello, bacchetta. Le tre invidie del matematico / Pióro, pędzel, pałeczka. Trzy zazdrości matematyka (2005)
- Il matematico impertinente / Matematyk impertynencki (2005)
- La scienza espresso. Note brevi, semibrevi e minime per una biblioteca scientifica universale / Nauka espresso. Notki krótkie, półkrótkie i malutkie dla uniwersalnej biblioteki naukowej (2006)
- Perché non possiamo essere cristiani (e meno che mai cattolici) / Dlaczego nie możemy być chrześcijanami (a katolikami w żadnym wypadku) (2007)
- La Via Lattea. Un ateo impenitente e un cattolico dubbioso in cammino verso Santiago de Compostela / Droga mleczna. Nieskruszony ateusz i wątpiący katolik w podróży do Santiago de Compostela (wraz z Sergio Valzania, i z udziałem Franco Cardini) (2008)
- Il matematico impenitente / Nieskruszony matematyk (2008)
- In principio era Darwin. La vita, il pensiero, il dibattito sull'evoluzionismo / Na początku był Darwin. Życie, myśl, dyskusja nad ewolucjonizmem (2009)
- Hai vinto, Galileo! La vita, il pensiero, il dibattito su scienza e fede / Zwyciężyłeś (Galilejczyku) Galileuszu! Życie, myśl, dyskusja o nauce i wierze (2009)